# Odontopera rubescens
Odontopera rubescens là một loài bướm đêm trong họ Geometridae.